# Батуринський Давид Абрамович
Давид Абрамович Батуринський (справжнє прізвище Гальперін; 1888, Конотоп, Чернігівська губернія (з 1939 року — Сумська область) — 1961, Москва, Російська РФСР, СРСР) — радянський економіст, доктор економічних наук, професор.

## Життєпис
Навчався на юридичному факультеті в Бернському університеті, де в 1917 році захистив дисертацію «Die Russische Bauernbank im Rahmen der Russischen Agrarpolitik», яка була видана окремою книгою німецькою мовою в 1920 року і в перекладі російською мовою — в 1925 році.
Був активістом лівого крила Бунда. Переїхавши до Москви, викладав в Інституті Червоної професури.
У 1938—1948 роках обіймав посаду проректора Московського фінансового інституту.
У 1941—1945 роках — член Єврейського антифашистського комітету.

## Родина
- Син — Віктор Давидович (Давидович) Батуринський, юрист, шаховий журналіст та арбітр.
- Племінник — Вадим Мойсейович Гаєвський, балетознавець.

## Книги
- К великой русской аграрной реформе: Май — октябрь 1917 г. 2-е издание. Пг.: Семнадцатый Год, 1917. — 35 с.
- Некоторые соображения по поводу аграрной реформы социалистов-революционеров: К учредительному собранию. Петроград, 1917. — 25 с.
- David Galprin. Die Russische Bauernbank im Rahmen der Russischen Agrarpolitik (1882 bis 1917). Inaugural-Dissertation. Bern: P. Haupt, 1920. — 166 s.
- Совхозы: Бюджетно-монографическое обследование Каширской группы совхозов. М.: Госиздат, 1924. — 125 с.
- Аграрная политика царского правительства и Крестьянский поземельный банк. М.: Новая деревня, 1925. — 146 с.
- Земельное устроение еврейской бедноты / Д. А. Батуринский. М.: Ц. И. Озета, 1929. — 32 с.
- Die landansiedlung der werktatigen Juden in der Sowjet Union. In Agrar-Probleme, bd. 2, hft. 3—4, 1929, p. 610—640; Internationales Agrar-Institut.
- Die sozialistische rekonstruktion der landwirtschaft in U.S.S.R. (Von der leibeigenschaft zum sozialismus) / Dr. D. Baturinskiy; Lenin-akademie der landwirtschaftlichen wissenschaften U.S.S.R. Erforschungs-institut fur ekonomie und organisation der sozialistischen landwirtschaft. Moscau, 1930. — 130 с.
- Кондратьевщина на сельскохозяйственном плановом фронте / Д. А. Батуринский. М.: Сельколхозгиз, 1932. — 112 с.
- Фашизм — злейший враг крестьянства / Проф. Д. А. Батуринский. Ташкент: Государственное издательство УзССР, 1942. — 54 с.
- О ликвидации противоположности между городом и деревней в СССР: Стенограмма публичной лекции, прочитанной в Центральном лектории Всесоюзного общества по распространению политических и научных знаний в Москве / Доктор экономических наук, проф. Д. А. Батуринский. М.: Правда, 1949. — 32 с.
- O odstraněni protikladů mezi městem a vesnicí v SSSR / D. A. Baturinskij; Přel. ing. Jindřich Rákosník. Praha, 1950. — 43 с.
- Die Bourgeoise, Die bürgerliche Presse, Das Kleinbürgertum — aus der Reihe: Grosse Sowjet — Enzyklopädie Reihe Marxismus / P. S Tscheremnych, D. I. Saslawski, D. A. Baturinski. Берлин: Dietz, 1956.